# Caladenia discoidea
Caladenia discoidea är en orkidéart som beskrevs av John Lindley. Caladenia discoidea ingår i släktet Caladenia och familjen orkidéer. Inga underarter finns listade i Catalogue of Life.